# Llista de topònims de Castell de Vernet
Llista de topònims (noms propis de lloc) de Castell de Vernet (Conflent).
Informació actualitzada per un bot. Els canvis manuals es perdran quan s'actualitzi!

## cementiri
| imatge | Nom                                          | Ubicat a          | instància de | Detalls | coordenades                                      | Protecció | Commons (més fotos)            | Dades a WD                    |
| ------ | -------------------------------------------- | ----------------- | ------------ | ------- | ------------------------------------------------ | --------- | ------------------------------ | ----------------------------- |
|        | Cementiri de Castell de Vernet               | Castell de Vernet | cementiri    |         | 42° 31′ 58″ N, 2° 23′ 43″ E / 42.5328°N,2.3953°E |           | Cementiri de Castell de Vernet | Modifica les dades a Wikidata |
|        | cementiri de l’església de Castell de Vernet | Castell de Vernet | cementiri    |         | 42° 31′ 51″ N, 2° 23′ 39″ E / 42.5308°N,2.3943°E |           |                                | Modifica les dades a Wikidata |

## cim
| imatge | Nom               | Ubicat a                                                    | instància de | Detalls | coordenades                                                    | Protecció | Commons (més fotos) | Dades a WD                    |
| ------ | ----------------- | ----------------------------------------------------------- | ------------ | ------- | -------------------------------------------------------------- | --------- | ------------------- | ----------------------------- |
|        | Cim dels Cums     | Castell de Vernet Pi de Conflent Prats de Molló i la Presta | cim muntanya |         | 42° 28′ 05″ N, 2° 25′ 02″ E / 42.467942°N,2.417125°E 2186 msnm |           |                     | Modifica les dades a Wikidata |
|        | roc de la Roqueta | Castell de Vernet Pi de Conflent                            | cim          |         | 42° 29′ 15″ N, 2° 24′ 21″ E / 42.4875°N,2.4058°E 2113 msnm     |           |                     | Modifica les dades a Wikidata |

## església
| imatge | Nom                             | Ubicat a          | instància de          | Detalls                      | coordenades                                                                         | Protecció | Commons (més fotos)                     | Dades a WD                    |
| ------ | ------------------------------- | ----------------- | --------------------- | ---------------------------- | ----------------------------------------------------------------------------------- | --------- | --------------------------------------- | ----------------------------- |
|        | Sant Benet del Canigó           | Castell de Vernet | església              |                              | 42° 31′ 51″ N, 2° 23′ 39″ E / 42.530833333333334°N,2.3941666666666666°E 1025.3 msnm |           |                                         | Modifica les dades a Wikidata |
|        | Sant Martí Vell                 | Castell de Vernet | església Ús: església | Estil: arquitectura romànica | 42° 31′ 55″ N, 2° 24′ 04″ E / 42.532°N,2.40098°E 930.4 msnm                         |           | Église Saint-Martin-le-Vieux de Casteil | Modifica les dades a Wikidata |
|        | Sant Martí de Castell de Vernet | Castell de Vernet | església              |                              | 42° 31′ 51″ N, 2° 23′ 39″ E / 42.53073°N,2.39418°E 794.2 msnm                       |           | Église Saint-Martin de Casteil          | Modifica les dades a Wikidata |

## muntanya
| imatge | Nom                          | Ubicat a                                              | instància de | Detalls | coordenades                                                                        | Protecció | Commons (més fotos)   | Dades a WD                    |
| ------ | ---------------------------- | ----------------------------------------------------- | ------------ | ------- | ---------------------------------------------------------------------------------- | --------- | --------------------- | ----------------------------- |
|        | Mates Roges                  | Castell de Vernet Pi de Conflent Saorra               | muntanya     |         | 42° 30′ 11″ N, 2° 23′ 29″ E / 42.503092°N,2.391397°E 1738.5 msnm                   |           |                       | Modifica les dades a Wikidata |
|        | Pic Baix del Canigó          | Castell de Vernet Taurinyà Vallmanya Vernet           | muntanya     |         | 42° 30′ 50″ N, 2° 33′ 11″ E / 42.513944°N,2.553028°E                               |           |                       | Modifica les dades a Wikidata |
|        | Pic de Bacivers              | Castell de Vernet Prats de Molló i la Presta          | muntanya     |         | 42° 29′ 03″ N, 2° 26′ 47″ E / 42.484125°N,2.446458°E 2633.5 msnm                   |           |                       | Modifica les dades a Wikidata |
|        | Pic de Donapà                | Conflent Castell de Vernet Pi de Conflent             | muntanya     |         | 42° 29′ 08″ N, 2° 24′ 19″ E / 42.485436°N,2.405364°E                               |           |                       | Modifica les dades a Wikidata |
|        | Pic de l'Alzina              | Castell de Vernet Vernet                              | muntanya     |         | 42° 32′ 15″ N, 2° 24′ 00″ E / 42.537517°N,2.400025°E 1013.8 msnm                   |           |                       | Modifica les dades a Wikidata |
|        | Pic de la Jaça d'en Vernet   | Castell de Vernet Vernet                              | muntanya     |         | 42° 31′ 23″ N, 2° 25′ 31″ E / 42.523006°N,2.425369°E 2057.5 msnm                   |           |                       | Modifica les dades a Wikidata |
|        | Pic de la Mollera del Veguer | Castell de Vernet                                     | muntanya     |         | 42° 30′ 46″ N, 2° 23′ 36″ E / 42.512908°N,2.393433°E 1452.1 msnm                   |           |                       | Modifica les dades a Wikidata |
|        | Pic de la Penya              | Castell de Vernet Saorra Vernet                       | muntanya     |         | 42° 32′ 19″ N, 2° 23′ 06″ E / 42.538586°N,2.385069°E 1060.1 msnm                   |           |                       | Modifica les dades a Wikidata |
|        | Pic de la Riudera            | Castell de Vernet Saorra                              | muntanya     |         | 42° 31′ 52″ N, 2° 22′ 55″ E / 42.531158°N,2.382083°E 1189.7 msnm                   |           |                       | Modifica les dades a Wikidata |
|        | Pic de la Roqueta            | Castell de Vernet Pi de Conflent                      | muntanya     |         | 42° 28′ 42″ N, 2° 24′ 35″ E / 42.478275°N,2.409669°E                               |           |                       | Modifica les dades a Wikidata |
|        | Pic de la Solana de l'Ós     | Castell de Vernet                                     | muntanya     |         | 42° 29′ 27″ N, 2° 25′ 20″ E / 42.49071388888889°N,2.4223583333333334°E 2212.5 msnm |           |                       | Modifica les dades a Wikidata |
|        | Pic del Bosc de la Vila      | Castell de Vernet Vernet                              | muntanya     |         | 42° 31′ 53″ N, 2° 24′ 58″ E / 42.531322°N,2.416033°E 1626.6 msnm                   |           |                       | Modifica les dades a Wikidata |
|        | Pic del Coll de les Vanes    | Castell de Vernet Vernet                              | muntanya     |         | 42° 31′ 42″ N, 2° 25′ 20″ E / 42.528261°N,2.422319°E 1806 msnm                     |           |                       | Modifica les dades a Wikidata |
|        | Pic del Pas Cremat           | Castell de Vernet                                     | muntanya     |         | 42° 31′ 05″ N, 2° 23′ 30″ E / 42.518058°N,2.391786°E 1240.1 msnm                   |           |                       | Modifica les dades a Wikidata |
|        | Pic dels Gorgs               | Castell de Vernet                                     | muntanya     |         | 42° 29′ 50″ N, 2° 27′ 30″ E / 42.497166666667°N,2.4584527777778°E 2636.8 msnm      |           |                       | Modifica les dades a Wikidata |
|        | Pic dels Set Homes           | Castell de Vernet el Tec Prats de Molló i la Presta   | muntanya cim |         | 42° 29′ 05″ N, 2° 26′ 23″ E / 42.4846°N,2.4397°E 2724 msnm                         |           | Crête des Sept Hommes | Modifica les dades a Wikidata |
|        | Puig Rojà                    | Castell de Vernet Prats de Molló i la Presta el Tec   | muntanya cim |         | 42° 29′ 17″ N, 2° 27′ 12″ E / 42.488°N,2.4532°E 2724 msnm                          |           |                       | Modifica les dades a Wikidata |
|        | Puig Sec                     | Vallmanya Castell de Vernet                           | muntanya     |         | 42° 30′ 35″ N, 2° 27′ 51″ E / 42.5097°N,2.46417°E 2665 msnm                        |           |                       | Modifica les dades a Wikidata |
|        | Puig de la Falguerosa        | Castell de Vernet Saorra Vernet                       | muntanya     |         | 42° 32′ 08″ N, 2° 22′ 54″ E / 42.535525°N,2.3817611111111°E 1123.5 msnm            |           |                       | Modifica les dades a Wikidata |
|        | Puig del Roc Negre           | Castell de Vernet Vallmanya Cortsaví                  | muntanya     |         | 42° 30′ 00″ N, 2° 28′ 16″ E / 42.500086°N,2.471182°E 2714 msnm                     |           |                       | Modifica les dades a Wikidata |
|        | Quazemí                      | Castell de Vernet Vernet                              | muntanya     |         | 42° 30′ 54″ N, 2° 25′ 59″ E / 42.515042°N,2.432964°E 2417.6 msnm                   |           |                       | Modifica les dades a Wikidata |
|        | Quazemí de Dalt              | Castell de Vernet Vernet                              | muntanya     |         | 42° 30′ 55″ N, 2° 27′ 09″ E / 42.515406°N,2.452425°E 2713.8 msnm                   |           |                       | Modifica les dades a Wikidata |
|        | Roc de l'Àliga               | Conflent Castell de Vernet Prats de Molló i la Presta | muntanya     |         | 42° 28′ 31″ N, 2° 25′ 43″ E / 42.475139°N,2.428719°E 2295 msnm                     |           |                       | Modifica les dades a Wikidata |
|        | Torre de Goà                 | Saorra Castell de Vernet                              | muntanya     |         | 42° 31′ 22″ N, 2° 22′ 39″ E / 42.522667°N,2.377506°E 1267 msnm                     |           | Torre de Goà (cim)    | Modifica les dades a Wikidata |

## port de muntanya
| imatge | Nom                         | Ubicat a                             | instància de     | Detalls | coordenades                                                                 | Protecció | Commons (més fotos) | Dades a WD                    |
| ------ | --------------------------- | ------------------------------------ | ---------------- | ------- | --------------------------------------------------------------------------- | --------- | ------------------- | ----------------------------- |
|        | Coll de Creu Mitjana        | Castell de Vernet Saorra             | port de muntanya |         | 42° 30′ 50″ N, 2° 22′ 55″ E / 42.514019°N,2.38195°E 1179.5 msnm             |           |                     | Modifica les dades a Wikidata |
|        | Coll de Jou                 | Castell de Vernet Saorra             | port de muntanya |         | 42° 30′ 54″ N, 2° 22′ 51″ E / 42.51505°N,2.380969°E 1129.3 msnm             |           |                     | Modifica les dades a Wikidata |
|        | Coll de Llavent             | Castell de Vernet Vernet             | port de muntanya |         | 42° 32′ 09″ N, 2° 24′ 11″ E / 42.535767°N,2.403022°E 959.5 msnm             |           |                     | Modifica les dades a Wikidata |
|        | Coll de Segalers            | Castell de Vernet                    | port de muntanya |         | 42° 30′ 26″ N, 2° 25′ 13″ E / 42.507219°N,2.420164°E 2039 msnm              |           |                     | Modifica les dades a Wikidata |
|        | Coll de la Jaça d'en Vernet | Castell de Vernet Vernet             | port de muntanya |         | 42° 31′ 18″ N, 2° 25′ 38″ E / 42.521564°N,2.427114°E 2033.5 msnm            |           |                     | Modifica les dades a Wikidata |
|        | Coll de les Cabres          | Castell de Vernet Vernet             | port de muntanya |         | 42° 31′ 35″ N, 2° 25′ 27″ E / 42.526331°N,2.424231°E 1871.9 msnm            |           |                     | Modifica les dades a Wikidata |
|        | Coll de les Vanes           | Castell de Vernet Vernet             | port de muntanya |         | 42° 31′ 43″ N, 2° 25′ 19″ E / 42.52865°N,2.421908°E 1787.3 msnm             |           |                     | Modifica les dades a Wikidata |
|        | Coll del Cavall Mort        | Castell de Vernet                    | port de muntanya |         | 42° 30′ 35″ N, 2° 23′ 38″ E / 42.509631°N,2.393786°E 1457.4 msnm            |           |                     | Modifica les dades a Wikidata |
|        | Collada Llarga              | Castell de Vernet Vernet             | port de muntanya |         | 42° 30′ 50″ N, 2° 26′ 26″ E / 42.514019°N,2.440561°E 2466.3 msnm            |           |                     | Modifica les dades a Wikidata |
|        | Collada de Donapà           | Castell de Vernet Pi de Conflent     | port de muntanya |         | 42° 29′ 26″ N, 2° 24′ 22″ E / 42.490433°N,2.406128°E 2056.5 msnm            |           |                     | Modifica les dades a Wikidata |
|        | Collada de Mates Roges      | Castell de Vernet Pi de Conflent     | port de muntanya |         | 42° 29′ 53″ N, 2° 23′ 36″ E / 42.498178°N,2.393439°E 1835.4 msnm            |           |                     | Modifica les dades a Wikidata |
|        | Collada de l'Eusebi         | Pi de Conflent Castell de Vernet     | port de muntanya |         | 42° 30′ 08″ N, 2° 23′ 26″ E / 42.502314°N,2.390686°E 1737.5 msnm            |           |                     | Modifica les dades a Wikidata |
|        | Collada de la Roqueta       | Castell de Vernet Pi de Conflent     | port de muntanya |         | 42° 29′ 01″ N, 2° 24′ 23″ E / 42.483689°N,2.406511°E 2082.1 msnm            |           |                     | Modifica les dades a Wikidata |
|        | Collet dels Isards          | Cortsaví Castell de Vernet Vallmanya | port de muntanya |         | 42° 29′ 51″ N, 2° 27′ 57″ E / 42.497531°N,2.465764°E 2666.9 msnm            |           |                     | Modifica les dades a Wikidata |
|        | Portella Baixa de Vallmanya | Castell de Vernet Vallmanya          | port de muntanya |         | 42° 30′ 15″ N, 2° 27′ 56″ E / 42.504158°N,2.465606°E 2497.6 msnm            |           |                     | Modifica les dades a Wikidata |
|        | Portella de Leca            | Cortsaví Castell de Vernet           | port de muntanya |         | 42° 29′ 51″ N, 2° 27′ 57″ E / 42.497542°N,2.465764°E 2590.7 msnm            |           |                     | Modifica les dades a Wikidata |
|        | Portella de Vallmanya       | Castell de Vernet Vallmanya          | port de muntanya |         | 42° 31′ 41″ N, 2° 33′ 12″ E / 42.528056°N,2.553417°E 1311 msnm              |           |                     | Modifica les dades a Wikidata |
|        | Portella dels Tres Vents    | Castell de Vernet el Tec             | port de muntanya |         | 42° 29′ 39″ N, 2° 27′ 30″ E / 42.494077777778°N,2.4583416666667°E 2621 msnm |           |                     | Modifica les dades a Wikidata |
|        | Portelleta de Comalada      | Castell de Vernet el Tec             | port de muntanya |         | 42° 29′ 42″ N, 2° 27′ 37″ E / 42.494864°N,2.460381°E                        |           |                     | Modifica les dades a Wikidata |

## tomba
| imatge | Nom                                                                               | Ubicat a          | instància de | Detalls | coordenades           | Protecció                   | Commons (més fotos) | Dades a WD                    |
| ------ | --------------------------------------------------------------------------------- | ----------------- | ------------ | ------- | --------------------- | --------------------------- | ------------------- | ----------------------------- |
|        | monument funerari d'Arnau de Corbiat, abat de Sant Martí de Canigó                | Castell de Vernet | tomba        |         | Sant Martí del Canigó | monument històric catalogat |                     | Modifica les dades a Wikidata |
|        | monument funerari de Guillem de Serbolès, abat de Sant Martí de Canigó            | Castell de Vernet | tomba        |         | Sant Martí del Canigó | monument històric catalogat |                     | Modifica les dades a Wikidata |
|        | monument funerari de Pere de Saorra, abat de Sant Martí de Canigó                 | Castell de Vernet | tomba        |         | Sant Martí del Canigó | monument històric catalogat |                     | Modifica les dades a Wikidata |
|        | monument funerari del comte Guifré i la comtessa Elisabet, a Sant Martí de Canigó | Castell de Vernet | tomba        |         | Sant Martí del Canigó | monument històric catalogat |                     | Modifica les dades a Wikidata |

## Misc
| imatge | Nom                                              | Ubicat a                                                                       | instància de                              | Detalls                          | coordenades                                                                        | Protecció                     | Commons (més fotos)            | Dades a WD                    |
| ------ | ------------------------------------------------ | ------------------------------------------------------------------------------ | ----------------------------------------- | -------------------------------- | ---------------------------------------------------------------------------------- | ----------------------------- | ------------------------------ | ----------------------------- |
|        | Fortalesa de Castell                             | Castell de Vernet                                                              | castell                                   |                                  | 42° 31′ 47″ N, 2° 23′ 55″ E / 42.529793°N,2.39855°E 932.7 msnm                     |                               |                                | Modifica les dades a Wikidata |
|        | Pla Guillem                                      | Castell de Vernet Prats de Molló i la Presta Pi de Conflent districte de Prada | altiplà                                   |                                  | 42° 28′ 16″ N, 2° 24′ 53″ E / 42.471111111111°N,2.4147222222222°E                  |                               | Pla Guillem                    | Modifica les dades a Wikidata |
|        | Sant Martí del Canigó                            | Castell de Vernet                                                              | abadia                                    | Estil: arquitectura romànica 997 | 42° 31′ 41″ N, 2° 24′ 03″ E / 42.52814444°N,2.4008°E                               | monument històric catalogat   | Abbaye Saint-Martin du Canigou | Modifica les dades a Wikidata |
|        | Serra de Barbet                                  | Taurinyà Castell de Vernet Vernet Vallmanya                                    | carena                                    |                                  |                                                                                    |                               |                                | Modifica les dades a Wikidata |
|        | Torre de Goà                                     | Saorra Castell de Vernet                                                       | torre                                     |                                  | 42° 31′ 22″ N, 2° 22′ 38″ E / 42.5227°N,2.3773°E 1264 msnm                         | monument històric inventariat | Tour de Goa                    | Modifica les dades a Wikidata |
|        | Vall de Cadí                                     | Castell de Vernet                                                              | vall glacial                              |                                  | 42° 30′ 04″ N, 2° 26′ 11″ E / 42.501°N,2.43627°E massís del Canigó                 |                               | Vall de Cadí                   | Modifica les dades a Wikidata |
|        | casa de la vila de Castell de Vernet             | Castell de Vernet                                                              | instal·lació Ús: seu del govern local     |                                  | 42° 31′ 59″ N, 2° 23′ 32″ E / 42.5329770070152°N,2.392282470665°E fr:66820 CASTEIL |                               | Town hall of Casteil           | Modifica les dades a Wikidata |
|        | massís del Canigó                                | Vernet Castell de Vernet Vallmanya Taurinyà                                    | massís àrea protegida Natura 2000         |                                  | 42° 31′ 08″ N, 2° 27′ 24″ E / 42.51890192805555°N,2.4565596419444446°E 2784 msnm   | Grand site de France          | Massif du Canigó               | Modifica les dades a Wikidata |
|        | refugi de Pla Guillem                            | Castell de Vernet                                                              | instal·lació esportiva refugi de muntanya |                                  | 42° 28′ 34″ N, 2° 24′ 47″ E / 42.4761°N,2.41293°E fr:PLA GUILLEM 66820 Casteil     |                               |                                | Modifica les dades a Wikidata |
|        | restes de pintures murals a Sant Martí de Canigó | Castell de Vernet                                                              | mural                                     |                                  | Sant Martí del Canigó                                                              | monument històric catalogat   |                                | Modifica les dades a Wikidata |